# Cinema Pisa
El Cinema Pisa fou una antiga sala de cinema de Cornellà de Llobregat situada al barri de la Gavarra. Va projectar durant 46 anys, des de 1967 fins a l'any 2012, quan va tancar definitivament. L'estiu de 2017 va ser enderrocat per construir-hi habitatges.

## Història
El cinema Pisa va ser construït l'any 1965 amb un pressupost de 12,289 milions de pessetes i va rebre la llicència el 1967, tot realitzant la seva primera projecció aquell mateix any. Juntament amb el Cinema Avenida i el Sandor, era la tercera sala tradicional de la part alta del municipi, en un moment en què la ciutat cornellanenca va rebre una gran onada migratòria i es van constituir dos nous barris, la Gavarra i Sant Ildefons.
Inicialment es va planificar per acollir una única sala, tot i que més tard, entre els anys 1986 i 1987 es va remodelar per ser transformat en un cinema multisala de 4 espais. Amb un aforament de 2.303 espectadors, el cinema era una de les escasses opcions d'esbarjo que es podia permetre la població resident al nou barri —de classe obera i nouvinguda del sud d'Espanya—, ja que funcionava amb dobles projeccions, sovint una d'estrena i una altra de menys categoria.

### Controvèrsies de gestió, requalificació i tancament definitiu
L'any 2007, la propietat privada que gestionava l'edifici va fer palesa la seva decisió de no continuar explotant el cinema. Va ser llavors quan l'ajuntament de Cornellà va adquirir l'immoble i en va concedir la gestió a Iniciatives i Programes SL, empresa pertanyent al grup Inipro. Aquest grup empresarial és el centre del cas Inipro, que n'investiga la vinculació i l'activitat irregular amb ajuntaments del PSC de l'àrea metropolitana de Barcelona i de l'àrea metropolitana de Tarragona-Reus —i en especial amb el consistori de Cornellà, que en va adjudicar 40 contractes de com a mínim 105.
Concretament, l'ajuntament de Cornellà va pagar diversos milers d'euros a Inipro Iniciatives i Programes SL en concepte d'entrades de cinema, que servien per finançar la projecció de pel·lícules en activitats programades per a nens i persones jubilades al cinema Pisa.
Per altra banda, el solar que ocupava el cinema estava destinat a equipaments municipals. Nogensmenys, el 2007 el consistori va promoure’n la requalificació, que finalment va ser aprovada el 2010 per fer-hi pisos. Un any després, el 2011, Emducsa (empresa municipal de Cornellà) va vendre l'edifici per uns cinc milions d'euros a Set Habitatge SA, empresa presidida per Iter Metropolita SL i representada dins la primera per José Luis Morlanes, regidor de l'ajuntament de 1991 a 2007, tinent d'alcalde d'urbanisme de Cornellà de 1999 a 2003 i vicepresident econòmic del RCD Espanyol —negociador del RCDE Stadium a la població baixllobregatenca.
El cinema va tancar definitivament les portes el 30 de novembre de 2012 després d'una darrera projecció, en què molts assistents van fer una tancada simbòlica per acomiadar-se definitivament de l'edifici. Pocs mesos després, la Plataforma contra el Tancament del Pisa va recollir i presentar vora 5.000 signatures contra el seu tancament definitiu, tot al·legant el valor sentimental i històric del cinema, el paper cultural que jugava i l'elevada densitat de població del barri limítrof de Sant Ildefons. No obstant, brigades municipals van començar a desballestar-lo setmanes després.
En paral·lel, la cadena de supermercats Caprabo, que des de 1998 regentava un establiment annexat al cinema i inclòs dins el solar afectat pel projecte, va presentar un recurs als tribunals per aturar el pla de reparcel·lació, ja que segons un comunicat emès per l'empresa «no entenia, ni compartia, la intenció urbanística de l'ajuntament», fet que va aturar temporalment el projecte. Finalment, l'agost de 2017 es va procedir a l'enderroc de l'edifici per construir-hi 98 habitatges (20 de protecció oficial), locals comercials i un equipament municipal a la planta baixa.

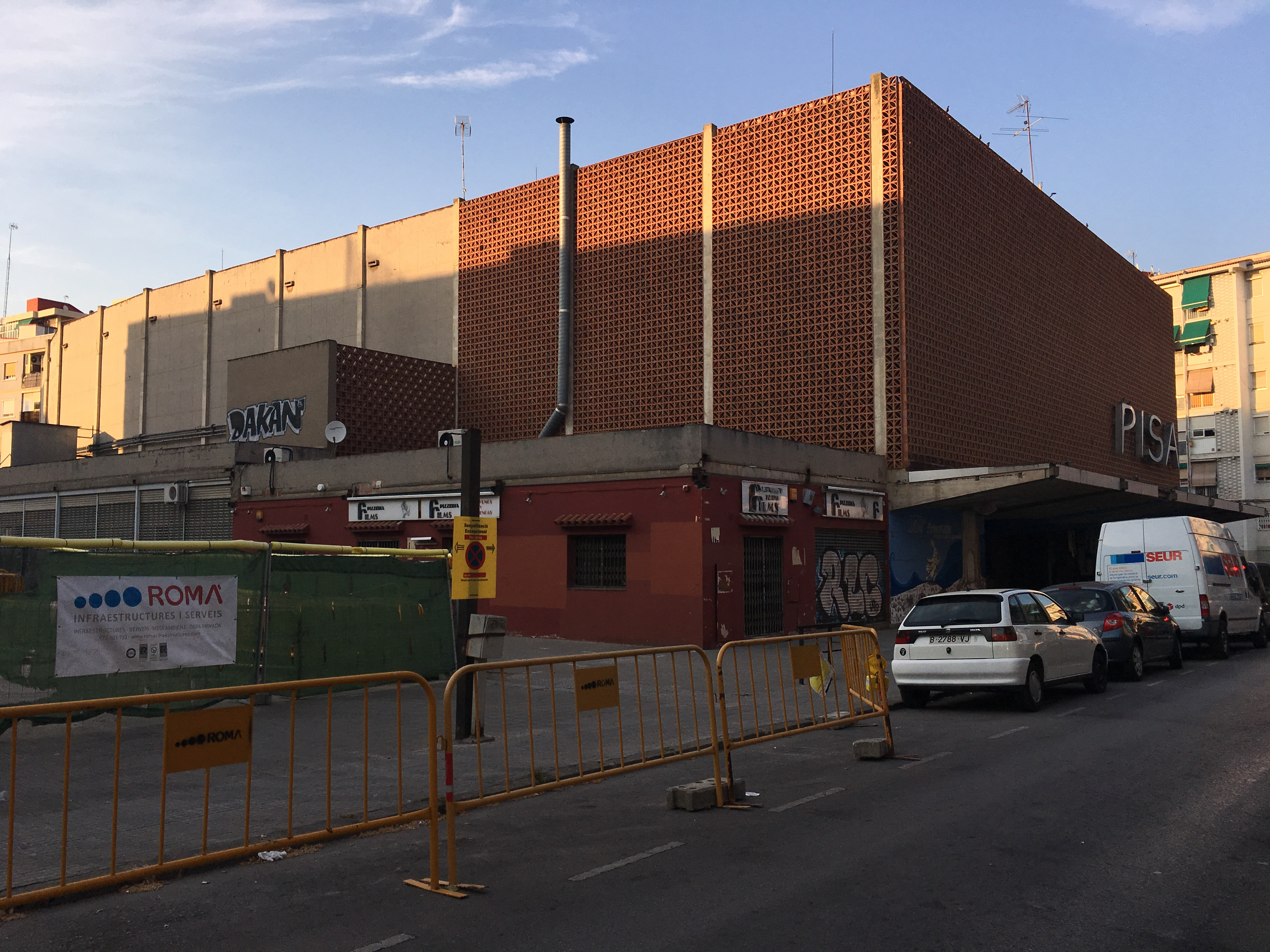
Solar del Cinema Pisa amb tanques, dos mesos abans del seu enderroc.